# باتشاكوتي
باتشاكوتي إنكا يوبانكي  (أو باشاكوتيك) تاسع الإنكا سابا (1438-1471/1472) من مملكة كوزكو ، التي تحولت إلى إمبراطور تاوانتيسويو ، أو إمبراطورية الانكا ، ليعتبر أول حاكم من حُكّام الإنكا، يجمع في شخصه صفة القائد العسكريّ والحاكم الإداريّ في آن واحد. وفتح مناطق متعدّدة في جنوبي كسكو، وأعاد بناء المدينة مركزًا للإمبراطورية ورمزًا لسلطة الإنكا. كما أعاد تنظيم الحياة السياسية والاجتماعية للإنكا، كي يجعل من الممكن إدارة الإمبراطورية بصورة فاعلة.بدأت إمبراطورية الإنكا نحو سنة 1438م، عندما تمكّن الحاكم التّاسع للإنكا واسمه باتشاكوتي، من صّد غارة قام بها اتحاد تشانكا المجاور.
وسَّع باتشاكوتي وابنه توبا إنكا يوبانكوي إمبراطورية الإنكا باتجاه الشّمال الغربيّ نحو وسط بيرو وشمالها. ولماّ أصبح توبا إنكا يوبانكوي إمبراطورًا وسَّع الإمبراطورية جنوبًا حتى بوليفيا الغربية وشمال غربي الأرجنتين وتشيلي وشمالاً حتّى غربي الإكوادور. ثم قام ابن توبا إنكا يوبانكوي واسمه هواينا كاباك بتوحيد المناطق المفتوحة المتضّمنة أعالي بلاد الإكوادور وأجزاء من كولومبيا الجنوبيّة.